# Pomahaka (rivière)
La rivière Pomahaka (en anglais : Pomahaka River) est un cours d’eau situé  dans le South Otago dans l’Île du Sud de la Nouvelle-Zélande.

## Géographie
C’est un affluent du fleuve Clutha, s’écoulant vers le sud sur 80 km à partir de sa source dans la chaîne d'Old Man Range pour rejoindre le fleuve Clutha juste au nord de la ville de Balclutha. Le long de son parcours, elle franchit les Blue Mountains et la ville forestière de Tapanui dans la zone connue localement sous le nom de West Otago (en).
Pour une courte partie de son trajet, la rivière forme la frontière entre les régions d’Otago et du Southland.
L’inondation majeure de la vallée de la rivière Pomahaka en 1978 a conduit à la relocalisation de la ville de Kelso et causa des dommages suffisamment sévères pour conduire à la fermeture de la ligne de chemin de fer de la ligne de Tapanui Branch.
La rivière Pomahaka a souffert du déclin de la qualité de l’eau dans les années récentes du fait de l‘utilisation intensive des terres et beaucoup de personnes[Qui ?] ont dit que cela avait conduit au déclin de la pêche à la truite et au saumon.